# 北緯84度線
北緯84度線是地球赤道平面以北84度的纬线，位在北極圈內。它全部只經過北冰洋。
這條緯度線位在地球最北端的陸地格陵蘭咖啡馆岛約40公里以北。
在這條緯線上，夏至的白晝長24小時0分鐘，冬至則為天文曙暮光。